# Římskokatolická farnost Dašice
Římskokatolická farnost Dašice je územním společenstvím římských katolíků v pardubickém vikariátu královéhradecké diecéze.

## O farnosti

### Historie
Dašice bývaly poměrně bohatou farností. Z roku 1612 je dochována dašická rorátní kniha (tzv. Dašický rorátník), kterou používalo místní literátské bratrstvo. Farní kostel byl v barokní podobě vystavěn v letech 1677–1707. Při kostele existovala tehdy tři náboženská bratrstva.

### Současnost
Farnost je spravována ex currendo ze Sezemic.
| Kostel                        | Místo      | Bohoslužba        | Bohoslužba        | Poznámka        |
| ----------------------------- | ---------- | ----------------- | ----------------- | --------------- |
| Kostel Narození Panny Marie   | Dašice     | neděle čtvrtek    | 8.00 17.00        | farní kostel    |
| Kostel Navštívení Panny Marie | Kostěnice  | 1x ročně (poutní) | 1x ročně (poutní) | filiální kostel |
| Kostel sv. Václava            | Mnětice    | 1x ročně (poutní) | 1x ročně (poutní) | filiální kostel |
| Kostel Narození Panny Marie   | Prachovice | 1x ročně (poutní) | 1x ročně (poutní) | filiální kostel |